# 웨이브일렉트로닉스
웨이브일렉트로닉스(Wave Electronics Co. Ltd.)는 대한민국의 유도미사일의 핵심 부품인 유도무기용 탐색기와 유도조종장치 기업이다. 본사는 경기도 수원시 영통구 센트럴타운로 114-6 4층 402호에 위치해 있으며 대표이사는 박천석이다.

## 상장
2007년 9월 12일에 한국투자증권를 주관사로 공모가 10,000원에 상장하였다.

## 참고문헌
1. ↑  "유도무기 부품사업 폭발적 성장"…웨이브일렉트로, 방산연구소 가보니, 이데일리, 2023-05-02
2. ↑  한화솔루션, 자회사에 '전자소재'사업 넘긴다, 인포맥스, 2023년 4월 28일
3. ↑  웨이브일렉트로닉스, ‘마이크로텍’ 인수로 방산 사업 확대, 뉴스와이어, 2022년 7월 8일